# Гаррі Чамберлін
Гаррі Чамберлін (англ. Harry Chamberlin, 19 травня 1887 — 29 вересня 1944) — американський вершник.
Олімпійський чемпіон 1932 року в командному триборстві, срібний призер 1932 року в індивідуальному конкурі.